# 1797

## أحداث
- مقتل ثويني السعدون شيخ المنتفق بعد قيادته حملة لمحاربة الوهابيين.
- تأسيس مدينة تشاغواناس وتقع حاليا في ترينيداد وتوباغو.
- 4 فبراير : زلزال بقوة 8.3 يضرب الإكوادور ويخلف 6000 قتيلا.
- 22 أكتوبر - اندري جاك غانوران يقوم بأول محاولة ناجحة بالقفز بمظلة مستعينا بمنطاد هوائي.

## مواليد
- أوتاغاوا كونيوشي
- الإمام شامل
- جوزيف هنري
- سوجورنر تروث
- فرانز شوبرت
- فرانس كرويغر
- فيلهلم الأول
- ليوبولدو الثاني دوق توسكانا الأكبر
- ماري شيلي
- هاينرش هاينه
- يرمياس جوتهلف
- كارل جوستاف موساندر

## وفيات
- إدموند بيرك